# 貝塔島

貝塔島（英語：Beta Island），是南極洲的島嶼，屬於帕默群島中梅爾基奧群島的一部分，處於卡帕島以北和阿爾法島西南面，在1927年由英國研究隊命名，現時由南極條約體系管理。